# Tephrina subfuligata
Tephrina subfuligata là một loài bướm đêm trong họ Geometridae.